# 郑州轻工业大学
郑州轻工业大学是位于中国河南郑州市的一所公立大学，成立于1977年，原隶属中华人民共和国轻工业部，是中南五省唯一培养轻工业人才的高等学府，1998年改为中央与河南省共建，校址在郑州市金水区东风路5号，新增校区为郑州市高新区科学大道136号。

## 历史
学校原名郑州轻工业学院，创建于1977年，原隶属国家轻工业部；1998年转为中央和河南省共建。
2011年，河南省人民政府和国家烟草专卖局签约共建郑州轻工业学院。
2018年5月31日，中国教育部发展规划司公示，经第七届全国高等学校设置评议委员会专家考察和评议，郑州轻工业学院拟改名郑州轻工业大学，2018年12月4日教育部正式批准。2018年12月28日，郑州轻工业大学正式挂牌。

## 现状

### 师生

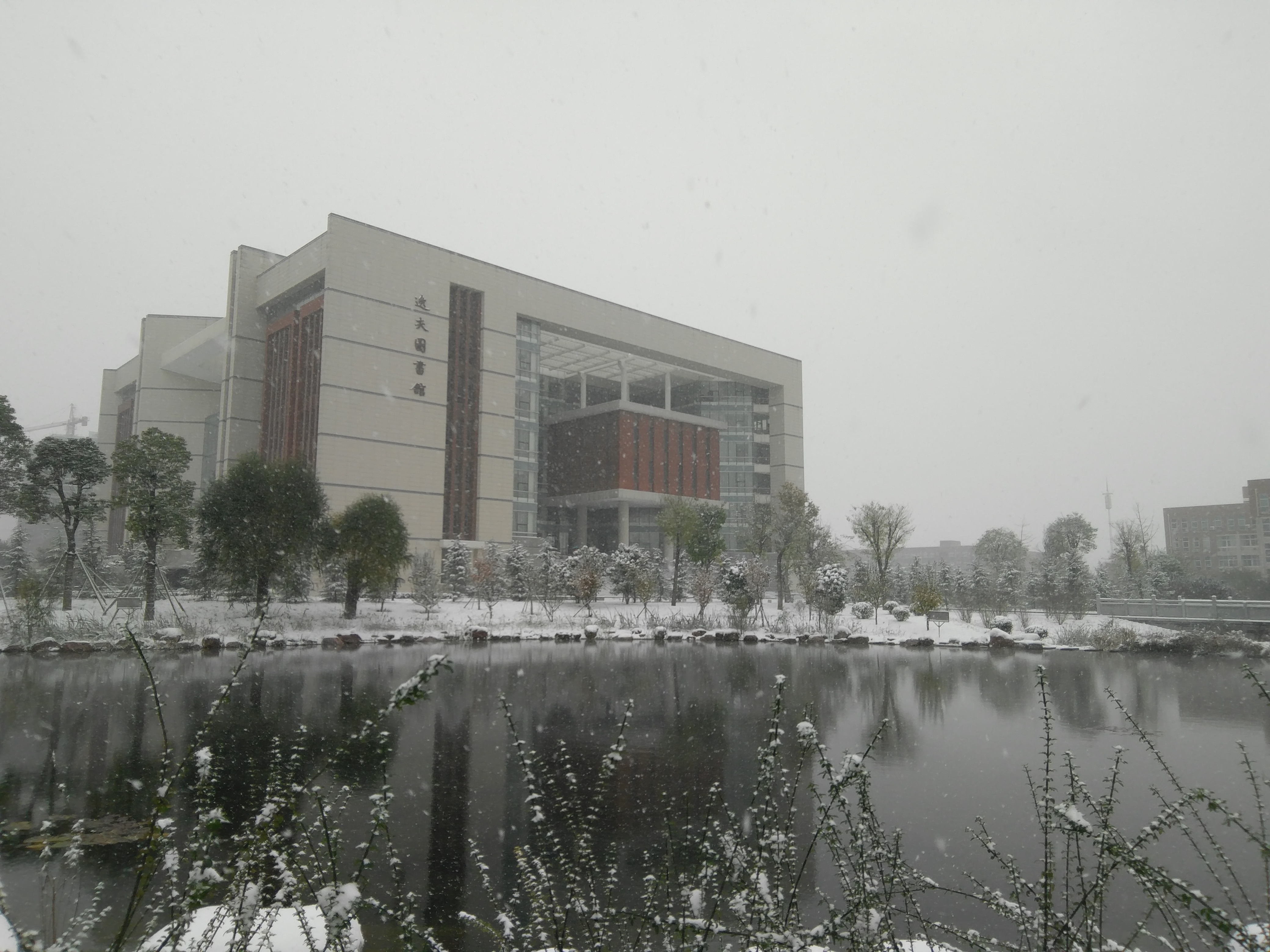
郑州轻工业学院逸夫图书馆

郑州轻工业大学现有教职工 1800 余人， 其中，副高级职称以上教师600余人，拥有博士学位教师600余人。有在校生 24000 余人，其中，全日制本专科生 23000 余人，在校硕士研究生1000余人。

### 院系设置
学校现有 17 个学院，64 个本科专业。
| 院系中文名称（院系英文名称）                                                                        | 基层教学单位名称 |
| --------------------------------------------------------------------------------------------------- | --- |
| 电气信息工程学院 （College of electric and information engineering）                                | 电子信息中心 自动化系 电气工程及其自动化系 建筑电气与智能化系 电子信息工程系 电工电子实训中心 电气信息工程实验中心                             |
| 机电工程学院（Mechanical and Electrical Engineering Institute）                                     | 热能与动力工程系 机械电子工程/测控技术与仪器系 机械设计及自动化系 机械制造及自动化系 工程图学中心 工程力学及材料中心 工程实验中心 工程训练中心 |
| 食品与生物工程学院（School of Food and Bioengineering）                                             | 食品科学与工程系 生物工程技术系 烟草科学与工程系 实验与实践教学中心                                                                            |
| 烟草科学与工程学院（School of tobacco science and engineering）（筹建中）                           | 烟草工程系 烟草学系 |
| 材料与化学工程学院（Department of Material and Chemical Engineering）                               | 化学工程与工艺系 高分子材料与工程系 应用化学系 过程装备与控制工程系 环境工程系 化学系                                                          |
| 艺术设计学院（ School of Economics and Management）                                                 | 产品设计系 装潢艺术设计系 美术系 服装系 艺术理论教学部 动画系 环境艺术设计系 传媒艺术设计系 艺术设计实验中心                                   |
| 经济与管理学院（ School of Economics and Management）                                               | 工商管理系 会计学系 经济学系 管理科学与工程系 市场营销系 经管实验中心                                                                          |
| 计算机与通信工程学院（school of computer and communication engineering）                            | 计算机科学系 网络工程系 信息与通信工程系 计算中心 软件工程系 实训中心 软件与通信实验室 计算机与网络实验室                                      |
| 外语系（Department of Foreign Languages）                                                           | 英语专业教研室 英语专业基础教研室 朝鲜语教研室 汉语国际教育教研室 大学英语第一教研室 大学英语第二教研室 语言中心                               |
| 政法学院（School of political science And law）                                                     | 法学教研室 社会工作教研室 公共事业管理教研室 劳动与社会保障教研室                                                                              |
| 数学与信息科学学院（Mathematics and Information Science Department）                                | 数学一教研室 数学二教研室 信息与计算科学教研室 应用数学教研室 数学实验中心                                                                     |
| 技术与物理系（Department of Technology and physics）                                                | 大学物理教研室 材料物理教研室 电子科学与技术教研室 物理实验中心 光电技术与材料实验中心                                                         |
| 国际教育学院（International Education College）                                                     | 电子商务 计算机科学与技术（互联网方向） 经济学（国际商务方向） 工业设计 艺术设计                                                               |
| 软件学院（Software Engineering College）                                                            | 软件技术教学部 网络技术教学部 计算机应用技术教学部 实训项目部 实验教学中心                                                                     |
| 体育系（DEPARTMENT OF PHYSICAL EDUCATION）                                                          | 公共体育第一教研室 公共体育第二教研室 社会体育专业教研室 实验中心                                                                              |
| 继续教育学院（School of Continuing Education）                                                      | 函授 远程教育 中短期培训 |
| 易斯顿（国际）美术学院（Eastern International Art College）                                         | 艺术设计 绘画 雕塑 |
| 轻工职业学院（Light Industry Vocational College）                                                   | |
| 民族职业学院 （Nationalities Vocational College）                                                   | |
| 艺术教育中心 （ Center of Art Education）                                                           | 艺术教研室 |
| 思想政治理论课教学研究部 （Ideological and PoliticalTheory Course Teachingand Research Department） | 原理教研室 概论教研室 基础教研室 纲要教研室 形势与政策教研室                                                                                   |

## 知名校友
- 山新：中国大陆配音员。[5]
- 谭伟龙：喜德盛自行车公司董事长。[6]